# Зелений Гай (Роздольська сільська громада)
Зелений Гай — село в Україні, у Роздольській сільській громаді Василівського району Запорізької області. Населення становить 276 осіб. До 2020 орган місцевого самоврядування - Таврійська сільська рада.

## Географія
Село Зелений Гай розташоване на відстані 2 км від села Чорноземне та за 2,5 км від села Переможне.

## Історія
1920 — дата заснування.
12 червня 2020 року, відповідно до розпорядження Кабінету Міністрів України № 713-р «Про визначення адміністративних центрів та затвердження територій територіальних громад Запорізької області», увійшло до складу Роздольської сільської громади.
19 липня 2020 року, в результаті адміністративно-територіальної реформи та ліквідації  Михайлівського району та Токмацького районів населені пункти  громади увійшли до складу Василівського району.

## Населення

### Мова
Розподіл населення за рідною мовою за даними перепису 2001 року:
| Мова       | Кількість | Відсоток |
| ---------- | --------- | -------- |
| українська | 259       | 93.84%   |
| російська  | 17        | 6.16%    |
| Усього     | 276       | 100%     |